# Великий пожар годов Мэйрэки

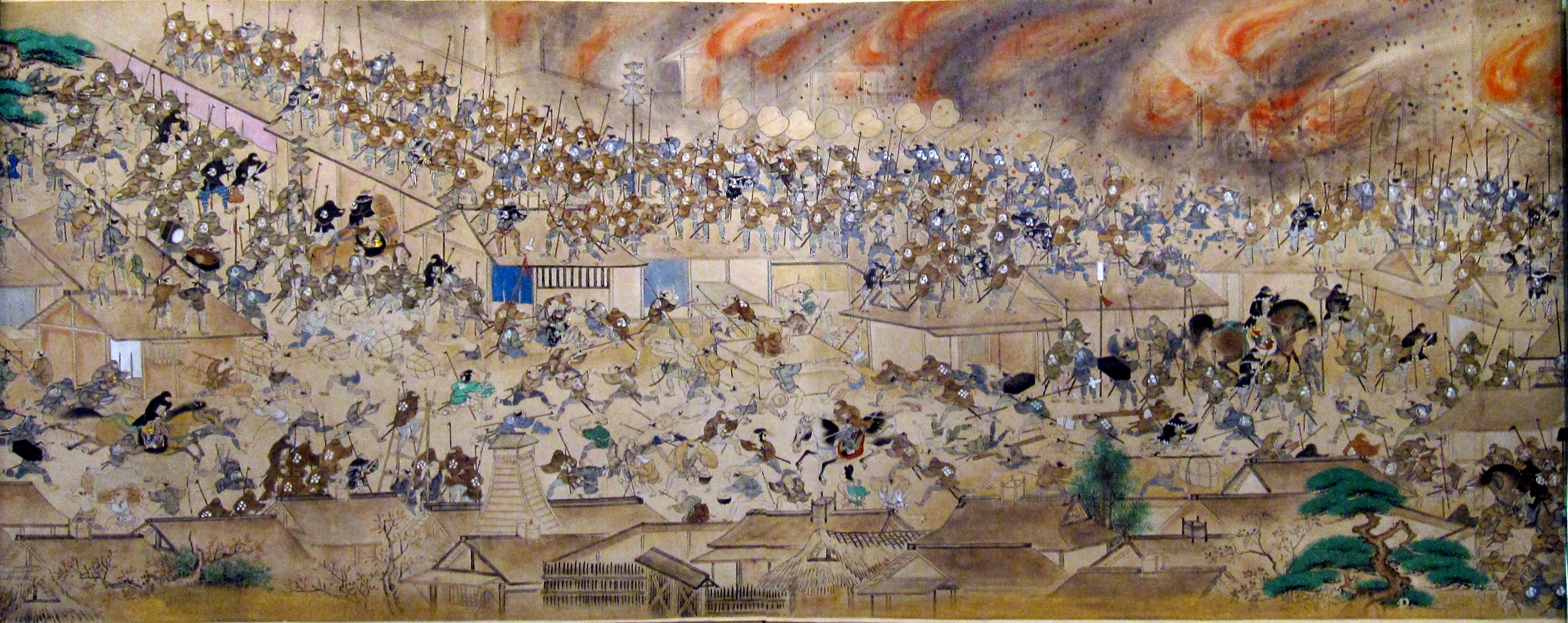
Сцена Великого пожара годов Мэйрэки

 Великий пожар годов Мэйрэки (яп. 明暦の大火 Мэйрэки но тайка) — крупный пожар в японском городе Эдо (в настоящее время Токио), начавшийся 2 марта 1657 года (3 года эры Мэйрэки по японскому летосчислению). Пожар продолжался в течение трёх дней, разрушив 60-70 % города и унеся более 100 тысяч жизней.

## История
Пожар начался в эдоском квартале Хонго и быстро распространился по городу из-за сильного северо-западного ветра. В то время Эдо, как и большая часть других городов Восточной Азии, состоял из домов, построенных из дерева и бумаги. Из-за засушливого предыдущего года здания были особенно сухими, а улицы и другие открытые пространства в Эдо были тесными и узкими. В Эдо существовала пожарная команда, которая, однако, не смогла справиться с пожаром: не хватило людей, опыта и эффективных средств для тушения огня. Всё это позволило огню очень быстро распространиться на юго-восток. Вечером 3 марта направление ветра изменилось, и огонь пошёл с юго-восточных окраин города обратно в центр, где находились дома высокопоставленных чиновников, а также сёгунский замок Эдо. Чиновничьи дома в квартале Кодзимати сгорели, огнём была уничтожена и большая часть домов самураев и слуг, непосредственно окружавших замок, но саму крепость удалось отстоять. 4 марта ветер утих, и пожар перестал распространяться, однако над городом ещё несколько дней висел густой дым.

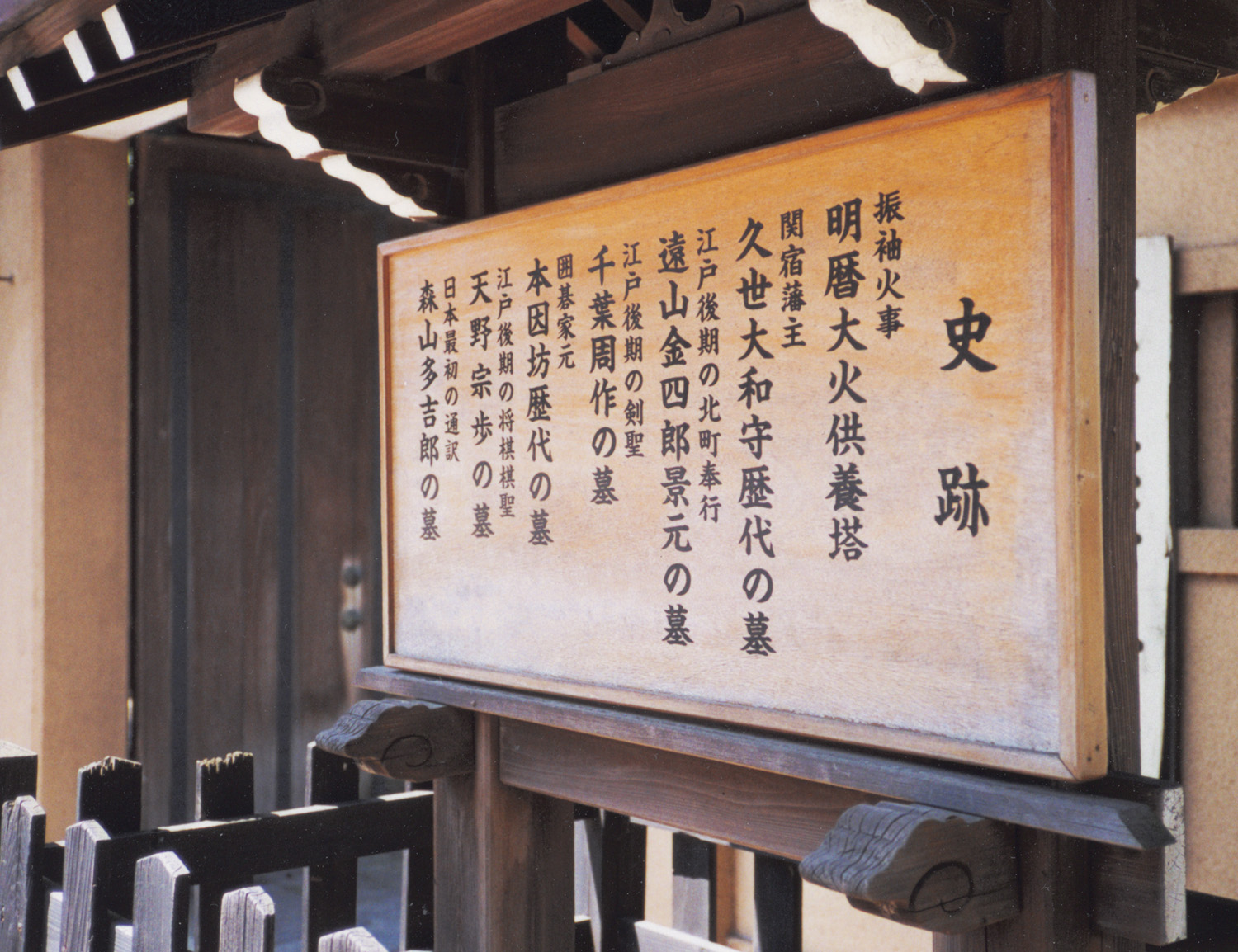
Мемориал жертвам Великого пожара периода Мэйрэки

Через 6 дней после начала пожара монахи и другие жители Эдо приступили к уборке тел погибших. Их отправляли вниз по реке Сумида в небольшое поселение Хондзё недалеко от города и хоронили там. Рядом с кладбищем был выстроен буддийский храм Эко-ин.
После пожара город реконструировался два года, причём сёгунское правительство воспользовалось возможностью изменить застройку в соответствии с практическими соображениями. Под руководством родзю Мацудайры Нобуцуны улицы были расширены, а некоторые кварталы — перестроены. С особенной тщательностью правительство отнеслось к восстановлению торговых кварталов, что позволило удержать экономику страны на прежнем уровне и даже в какой-то мере подстегнуть её развитие. Самураи и простолюдины получили от государства деньги на постройку новых домов; реконструкцию сёгунского замка отложили на более позднее время. Призамковые кварталы были перестроены так, чтобы оставить больше свободного места между зданиями, дома сёгунских вассалов строились на новых местах подальше от замка, а некоторые храмы и кумирни были перенесены на берега реки. Была основана первая в мире постоянная пожарная служба.
Пожар годов Мэйрэки является одной из величайших катастроф в истории Эдо-Токио, сравнимой по числу жертв и разрушений с великим землетрясением Канто в 1923 году и бомбардировкой Токио во Второй мировой войне. Каждая из этих катастроф сопровождалась разрушением большей части города и гибелью примерно сотни тысяч жителей.
Существует легенда, что пожар начался в ходе церемонии сжигания «несчастливого кимоно», которое принадлежало по очереди нескольким юным девушкам, скоропостижно умершим от непонятной болезни. Искры от горящего кимоно якобы подожгли храм, где проходила церемония, а с храма огонь перекинулся на другие дома. Эта легенда дала пожару другое название, «пожар из-за фурисодэ» (яп. 振袖火事 фурисодэ кадзи, фурисодэ — нарядное женское кимоно с длинными рукавами), и была, в частности, записана Лафкадио Хирном, известным собирателем японских народных сказаний. Американская писательница Лара Джо Роулэнд использовала эту легенду в своей книге «Огненное кимоно» (The Fire Kimono).